# Autazes
Autazes là một đô thị thuộc bang Amazonas, Brasil. Đô thị này có diện tích 7599,28 km², dân số năm 2007 là 28690 người, mật độ 3,78 người/km².